# Tim Hudak
Timothy Patrick "Tim" Hudak, född 1 november 1967, är en kanadensisk politiker från Ontario, Kanada, och ledare för Ontarios progressiva konservativa parti. Han sitter också i Ontarios lagstiftande församling.

### Fotnoter
1. ↑  ”Liberals win majority in Ontario” (på engelska). BBC. 13 juni 2014. https://www.bbc.com/news/world-us-canada-27837827. Läst 9 juni 2018.